# Philosepedon trimicra
Philosepedon trimicra är en tvåvingeart som först beskrevs av Edwards 1927.  Philosepedon trimicra ingår i släktet Philosepedon och familjen fjärilsmyggor. Inga underarter finns listade i Catalogue of Life.